# 新興里 (新北市板橋區)
新興里為台灣新北市板橋區轄下之一里，面積約0.0992平方公里。該里於1970年10月10日由湳興里分出。湳雅夜市為頗具規模的夜市。